# 福王寺法林
福王寺 法林（ふくおうじ ほうりん、1920年11月10日 - 2012年2月21日）は、日本画家、日本芸術院会員、日本美術院理事。名誉三鷹市民。位階は従三位。山形県米沢市生まれ。本名は福王寺雄一。 

## 人物
代表作は、『島灯』『ヒマラヤの花』等。息子の福王寺一彦も日本画家。

## 略歴
- 1927年、6歳のときに左眼を失明する。
- 1929年、上村廣成に師事し日本画を学ぶ。
- 1936年、画家を志して上京する。
- 1941年、召集され、中国に出征する。
- 1946年、復員し、院展に出展する。
- 1949年、作品「山村風景」が日本美術院展覧会に初入選する。
- 1953年、東京都三鷹市に転居し本格的に絵画制作に取り組む。
- 1960年、作品「北の海」が日本美術院賞・大観賞を受賞する。
- 1974年、幼い頃からの夢であったヒマラヤへの取材旅行を始め、これ以降、ヒマラヤを扱った作品が多くなる。
- 1977年、作品「ヒマラヤ連峰」で、第27回芸術選奨文部大臣賞を受賞する。
- 1984年、作品「ヒマラヤの花」で日本芸術院賞を受賞する[1]。
- 1994年、日本芸術院会員。
- 1997年、勲三等瑞宝章受章。
- 1998年、文化功労者顕彰受賞。
- 2004年、文化勲章受章[2]。
- 2004年、米沢市名誉市民顕彰受賞[3]。
- 2005年、山形県名誉県民顕彰受賞[4]。
- 2012年2月21日、心不全のため死去[5]。91歳没。叙従三位[6]

## 作品
- 『北の海』
- 『島灯』
- 『ヒマラヤ連峰』
- 『ヒマラヤの花』